# 金吉鱸
金吉鱸為輻鰭魚綱鱸形目鱸亞目河鱸科的其中一種，被IUCN列為極危保育類動物，分布於歐洲法國及瑞士的淡水流域，體長可達22公分，棲息在水流快速、礫石底質的溪流，黃昏時活動，以底棲無脊椎動物為食，受棲地破壞及汙染的威脅。